# Rhynia gwynnevaughanii
Rhynia gwynnevaughanii és una espècie extinta de planta vascular (traqueòfit) que pertany als riniòfits, dins del grup dels pteridòfits. Visqué al supercontinent de Laurència durant el Devonià inferior, fa entre 407,6 i 410,8 milions d'anys. Se n'han trobat restes fòssils al dipòsit de Rhynie chert (Regne Unit). Es tracta de l'única espècie del gènere Rhynia.
Antigament se la situava dins d'una classe obsoleta (Psilòfites) que incloïa també a les actuals psilotàcies que tenen, a primer cop d'ull, una certa semblança morfològica, ja que totes elles no tenen fulles aparents. Però els estudis moleculars fets amb els exemplars de Psilotum actuals han descartat aquest parentiu.